# 日本勧業銀行

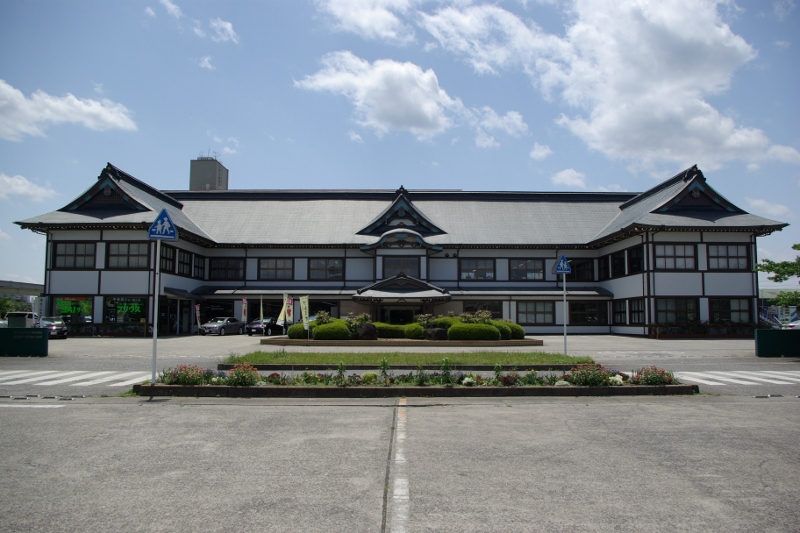
旧本店（初代）、後に千葉トヨペット本社として移築

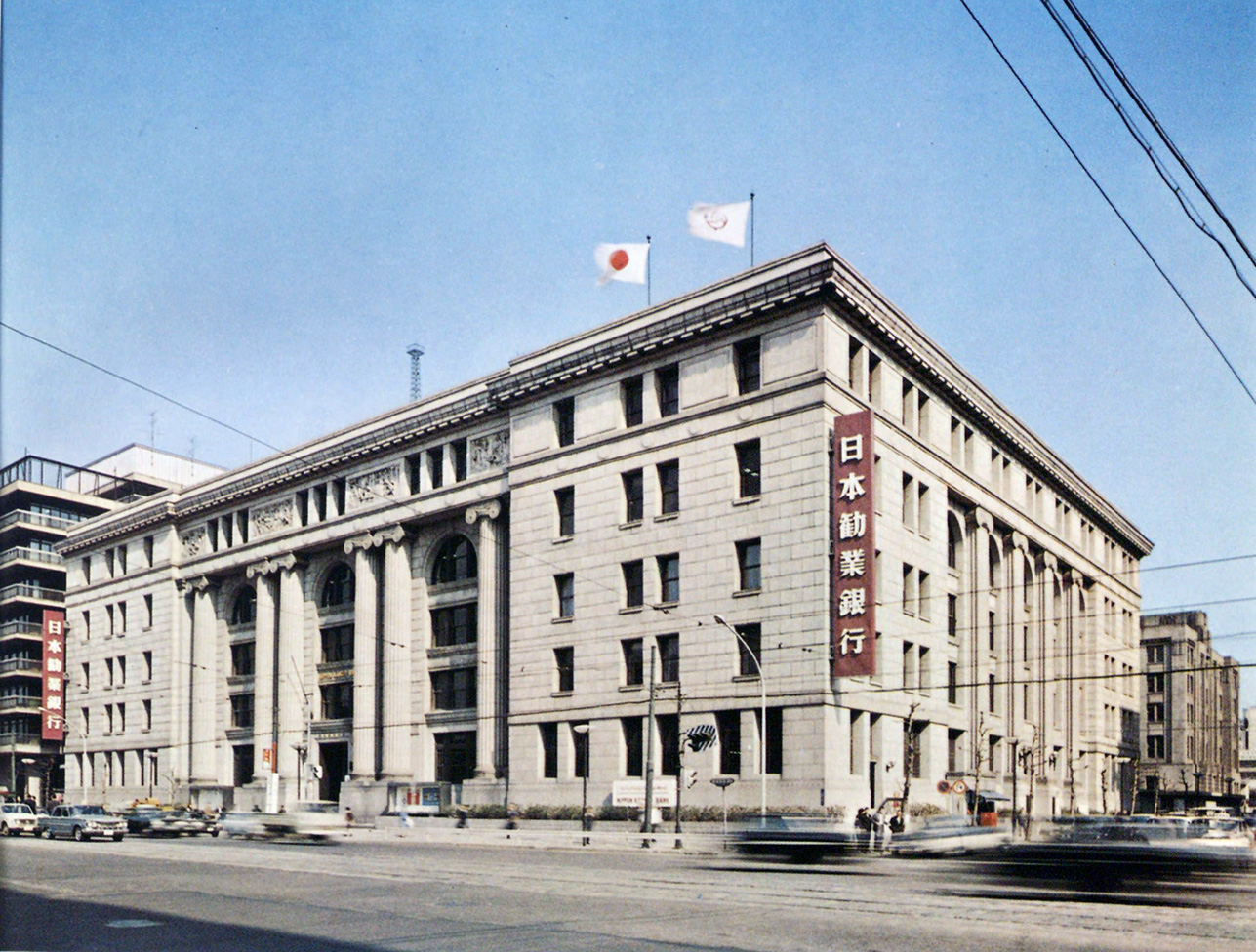
旧本店（2代目）、後に第一勧業銀行本店ビルへ建て替えのため取り壊し

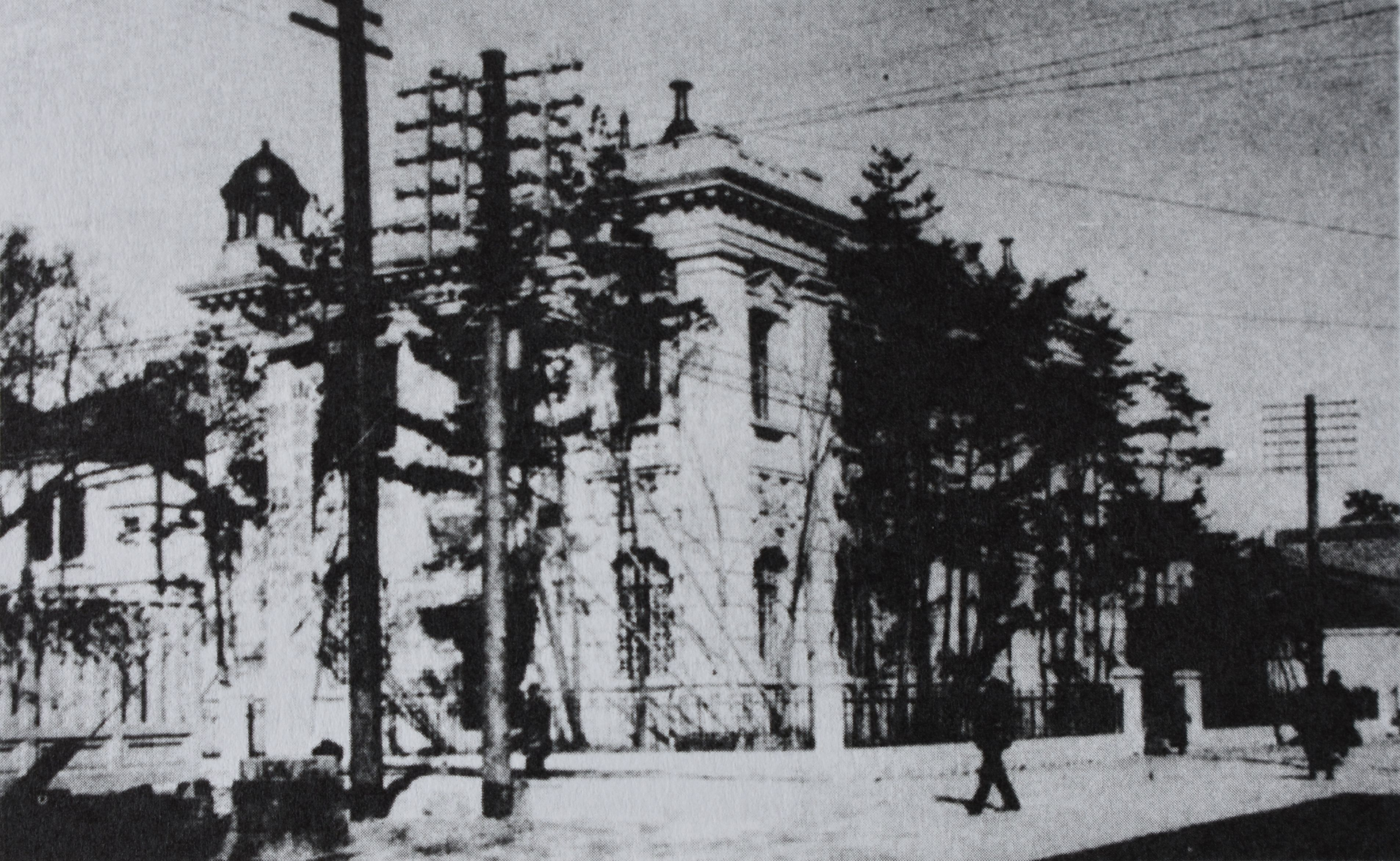
明治時代の「山梨農工銀行」

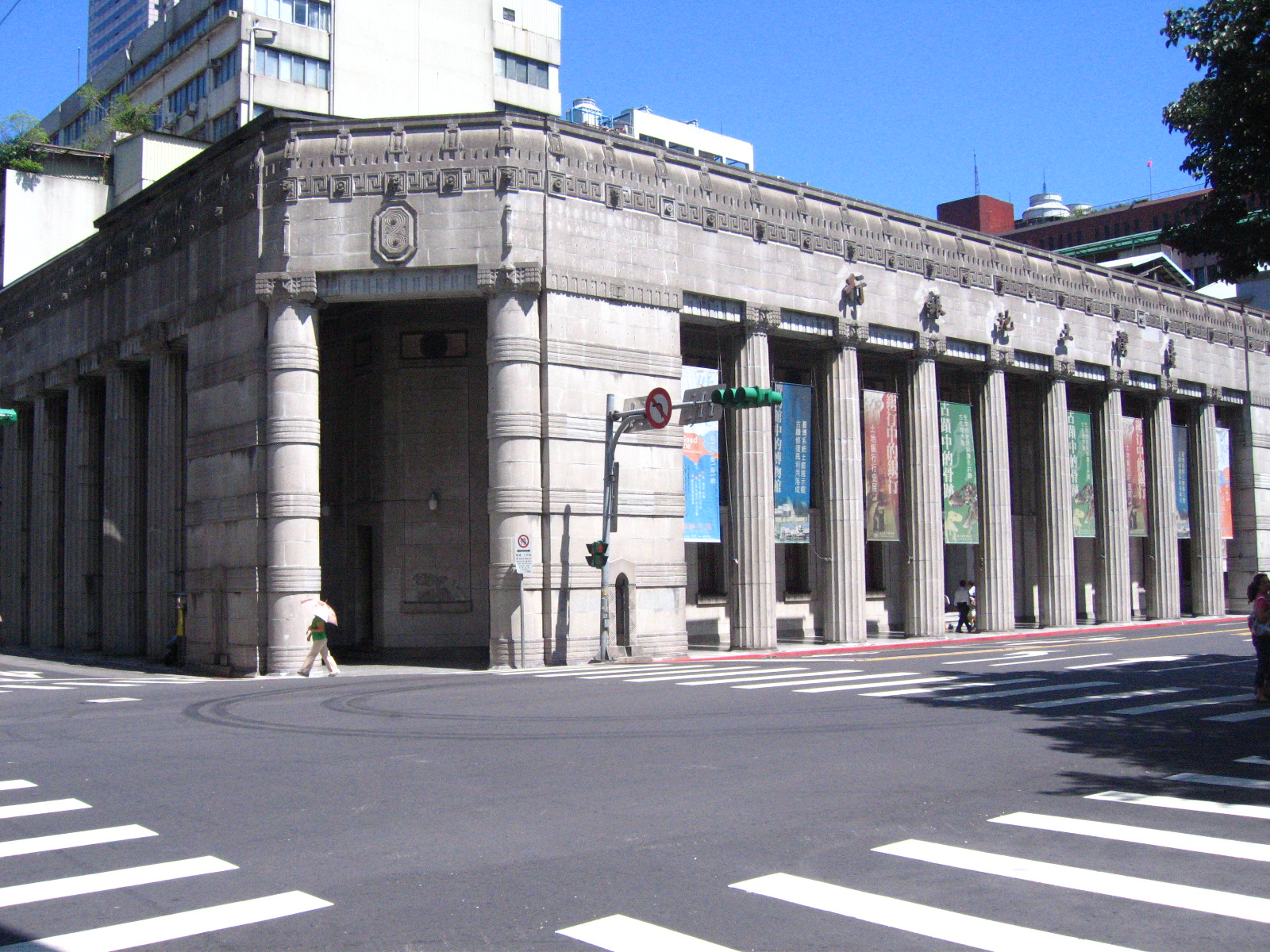
旧台北支店、現・台湾土地銀行本店旧館/国立台湾博物館土地銀行史料館

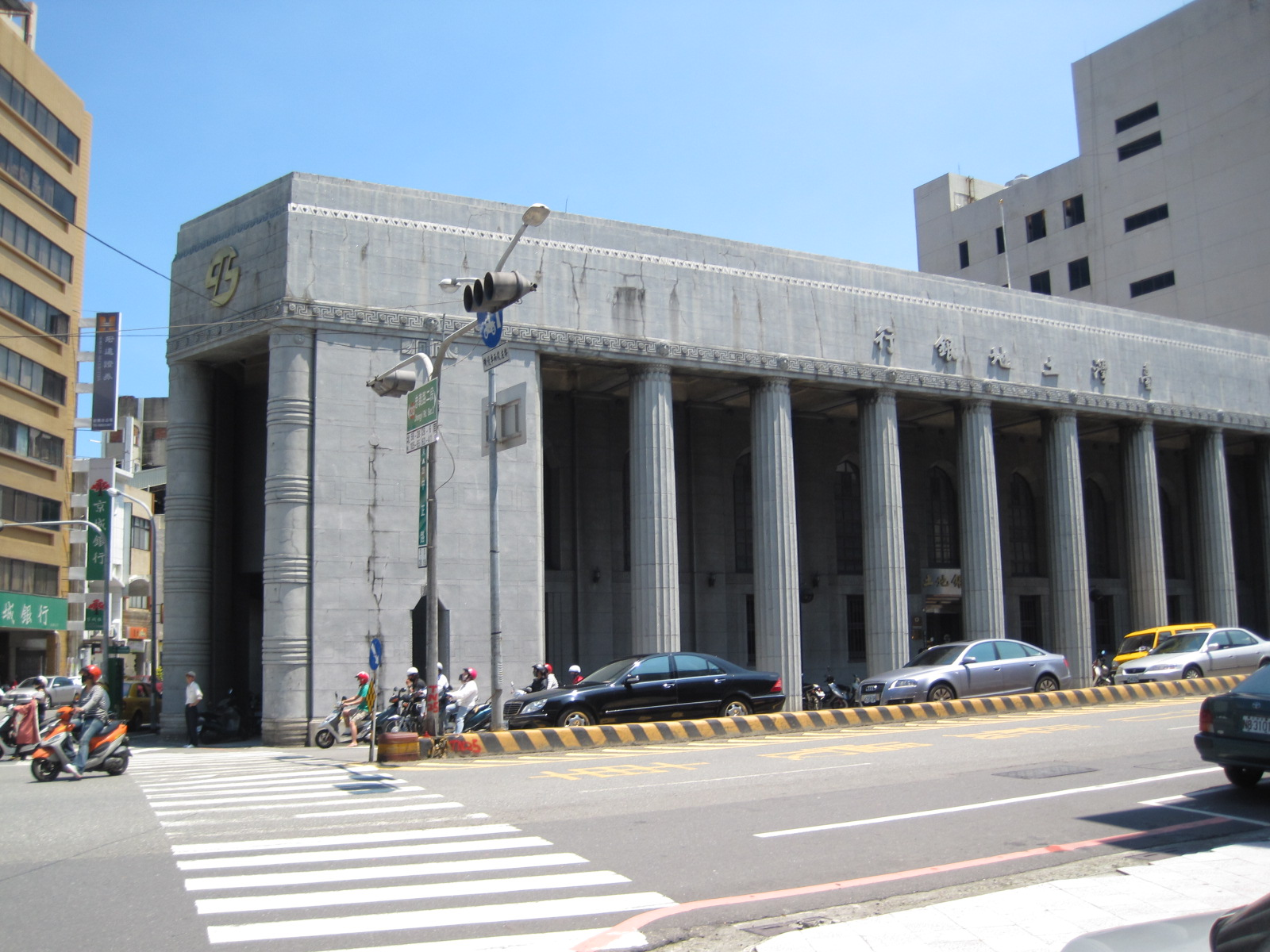
旧台南支店、現・台湾土地銀行台南分行

株式会社日本勧業銀行（にほんかんぎょうぎんこう）はかつて存在した日本の特殊銀行、普通銀行で都市銀行。通称・勧銀（かんぎん）。統一金融機関コードは0007。1971年に第一銀行と合併し第一勧業銀行となった。現在のみずほ銀行の前身の一つである。
また特殊銀行時代の代表者の役職名は、普通銀行の「頭取」ではなく「総裁」であった。

## 概要
1896年（明治29年）、農工業の改良のための長期融資を目的に「日本勧業銀行法」（勧銀法）が制定され、翌年に政府を中心に設立された。東京に本店を置き、支店は大阪のみに限られ、それ以外の北海道を除く各府県には事実上の子会社である農工銀行（勧業銀行法と同時に制定された「農工銀行法」に基づく）が設置され、勧銀への取り次ぎまたは勧銀と同等の業務を行った。なお、基幹産業（特に重化学工業）向けには別途日本興業銀行（興銀）が設置され、勧銀との棲み分けが行われた。また、北海道には勧銀や興銀の代わりに北海道拓殖銀行（拓銀）が設置された。
長期融資が基本であるため、預金が原資とは成り得ず、代わりに金融債の発行が認められ、かつ割増金付きの債券が唯一認められ、発行した（抽選を行い、当選番号の債券を持つ者に対しては割増金付きで償還された。農工銀行や興銀、拓銀も金融債を発行したが、割増金は認められていなかった）。
だが、農業に関する融資は個々の農家に対してではなく、事業や組合、担保能力のある地主を対象としたために全く融資が進まず、1911年（明治44年）の法律改正で商業に対する融資も解禁された。大正末期より市街地の不動産金融に乗り出す一方、業務の重複と機能低下を理由に1921年（大正10年）の法律改正（「勧・農合併法」ともいう）以後、各府県の農工銀行をことごとく合併し店舗網を拡大した（このことが、後述のように現在も全国の県庁所在地に必ずみずほ銀行の支店が設置されている一因である）。また1923年（大正12年）に当時日本領であった台湾には台北州・台北市に台北支店が開設され、その後も五州の州庁所在地高雄・台中・台南・新竹に支店を次々と開設した。割増金付き金融債の発行実績が認められ、太平洋戦争中の割増金付き戦時債券の幹事銀行となるが、やがてこの債券は射幸性が高くなり終戦直前には「勝札」と言う名の富籤となり、これが現在の「宝くじ」に繋がる。戦後は福徳定期預金（割増金付きの定期預金）の幹事銀行にもなる。
戦後の1950年に勧銀法が廃止され、特殊銀行から民間の普通銀行に転換。さらに長短分離政策に伴い拓銀と共に普通銀行の道を選択することとなり、金融債の発行を打ち切って都市銀行の一角となる。
以降はシンボルをバラの花、コーポレートカラーをローズレッドと定め、漫画家・岡部冬彦がデザインしたオリジナルキャラクター「のばらちゃん」やイメージキャラクターに抜擢された女優の山東昭子（現・自民党参議院議員）が店頭や広告媒体などに登場。「ばらの勧銀」のキャッチコピーを採用して大衆化に努めた。法人部門では、融資系列で財閥色の薄いフコク生命や日産火災（現:SOMPOホールディングス）、日立製作所を交えて勧銀十五社会を結成。また、戦時債券の名残で、戦後「宝くじ」の業務を受託していた。
宝くじ業務の関係や、大正時代の農工銀行からの事業譲受、農工銀行の吸収合併に伴う受け皿支店の開設などの理由により、全国都道府県庁所在地に必ず一店舗は存在した。かつてあった都市銀行の出店規制についても、他の都市銀行とは異なり都道府県庁所在地名の支店は廃止の対象にならず、むしろ他の都市銀行の地方支店の廃止の際には受け皿となったケースさえあった。
勧銀末期の出店分布は、上記経緯から地方部の店舗数が多かった反面、首都圏での出店は全体の4割弱と在京行としては手薄であり、当時の関西系上位行とほぼ同等の店舗数に留まっていたことが、旧五大銀行でありながら中位行に甘んじていた第一銀行との合併の誘因となった。
初代勧銀本店の「建物」は1926年に京成電気軌道（現京成電鉄）に売却・移築され、「谷津遊園楽天府」として阪東妻三郎プロダクションが使用した。その後千葉市に移管、千葉市役所庁舎を経て、現在は千葉トヨペット本社となり登録有形文化財でもある。また、内幸町の本店も、第一勧銀発足後の10年間を除き、引き継がれ2度の建て直しを経て、みずほ銀行内幸町本部ビルとなっていたが、「内幸町一丁目街区開発プロジェクト」に伴う再開発の為に閉鎖され、2022年より解体工事が行われている。

## 沿革
- 1897年（明治30年）7月 - 株式会社日本勧業銀行設立。日本勧業銀行法（勧銀法）による特殊銀行として開業。
- 1899年（明治32年） - 妻木頼黄、武田五一設計による新社屋落成。
- 1921年（大正10年）9月 - 山梨・佐賀県両農工銀行を合併。以降全国各地の農工銀行を統合（1944年（昭和19年）完了）。
- 1950年（昭和25年）5月 - 勧銀法廃止に伴い、民間の普通銀行に転換。
- 1952年（昭和27年）11月 - 金融債の発行を停止し預金主体の都市銀行に転換。
- 1971年（昭和46年）10月 - 株式会社第一銀行（1873年創業）と合併し、株式会社第一勧業銀行に商号変更。

## 歴代総裁
1. 河島醇:1897年6月14日 - 1899年4月11日
2. 高橋新吉:1899年10月24日 - 1909年10月23日
3. 山本達雄:1909年11月29日 - 1911年8月30日
4. 志村源太郎:1911年12月27日 - 1922年10月7日
5. 梶原仲治:1922年10月7日 - 1927年10月6日
6. 馬場鍈一:1927年10月7日 - 1936年3月9日
7. 石井光雄:1936年3月12日 - 1941年3月11日
8. 西野元:1941年3月12日 - 1946年3月11日
9. 西田太郎:1946年3月12日 - 1950年3月31日